# Rozdziałowicze
Rozdziałowicze (biał. Раздзялавічы; ros. Раздяловичи) – agromiasteczko na Białorusi, w obwodzie brzeskim, w rejonie hancewickim, w sielsowiecie Chotynicze i przy granicy Wygonowskiego Rezerwatu Krajobrazowego.
Rozdziałowicze w 1589 zostały nadane kolegium jezuickiemu w Nieświeżu przez Mikołaja Krzysztofa Radziwiłła Sierotkę. Po kasacie zakonu pod koniec XVIII w. dobra te przypadły Potockim. W wyniku III rozbioru Polski znalazły się w granicach Rosji. W XIX w. opisywane były jako miejscowość całkiem odludna i bez dróg, a otaczające wieś puszcze słynęły wówczas z wielkiej ilości zwierzyny. W dwudziestoleciu międzywojennym leżały w Polsce, w województwie poleskim, w powiecie łuninieckim, w gminie Chotynicze.